# Segré
Pour les articles homonymes, voir Segre.
Segré [səɡʁe]  est une ancienne commune française située dans le département de Maine-et-Loire, en région Pays de la Loire. Elle était l'une des sous-préfectures du département.
Elle est depuis le 15 décembre 2016, l'une des 15 communes déléguées de la commune nouvelle de Segré-en-Anjou Bleu.

## Géographie

### Localisation
La commune est située dans le Pays segréen, et s'organise autour de l'Oudon, l'Argos et la Verzée.
Dans le département de Maine-et-Loire, Segré se situe à 44 km d'Angers, 80 km de Cholet et 104 km de Saumur.
Dans la région Pays de la Loire, la ville se situe à 22 km de Château-Gontier, 47 km de Châteaubriant, 50 km de Laval, 85 km de Nantes et 117 km du Mans.

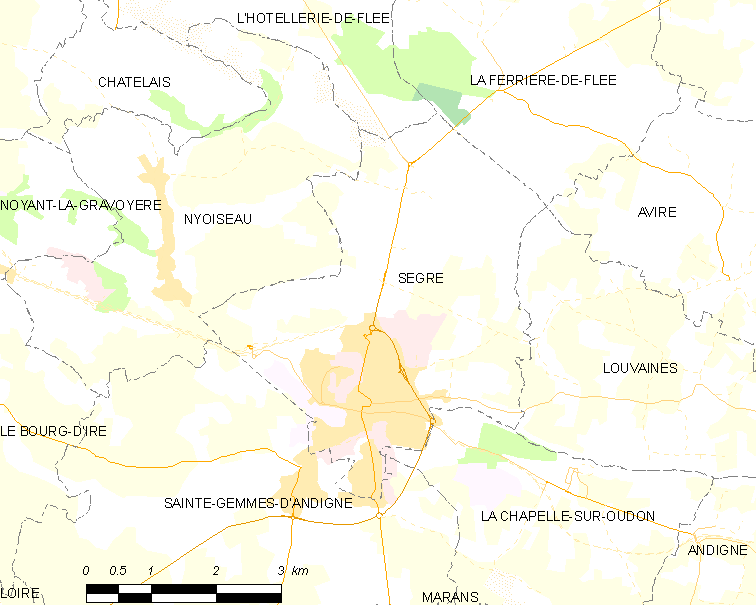
Carte de la commune.

### Communes limitrophes
| Nyoiseau                | L'Hôtellerie-de-Flée    | La Ferrière-de-Flée, Aviré (par un quadripoint) |
| Nyoiseau                | Segré                   | Louvaines                                       |
| Sainte-Gemmes-d'Andigné | Sainte-Gemmes-d'Andigné | La Chapelle-sur-Oudon                           |

### Géologie et hydrographie
L'Oudon et son tributaire la Verzée traversent Segré. L'Oudon entre sur le territoire communal depuis le nord pour traverser le bourg du nord vers le sud puis bifurquer vers l'est où il est rejoint par la Verzée avant de continuer vers La Chapelle-sur-Oudon et Louvaines.
La situation de Segré sur ces deux rivières a donné naissance à un dicton dont il existe plusieurs variantes : « Segré ville de renom, deux rivières et deux monts, deux églises et deux ponts, autant de belles filles que de maisons. »

### Réseaux de transport
Segré se situe au carrefour des axes Angers-Rennes et Nantes-Laval.
Transport fluvial : Segré possède un port de plaisance, d'une capacité de 30 bateaux environ, sur l'Oudon dont elle est l'origine navigable.

## Urbanisme

### Morphologie et évolution urbaine
Le bourg de Segré est construit à la confluence de l'Oudon et de la Verzée, sur un promontoire dominant la rivière. Les habitats anciens se concentrent le long de l'Oudon. Dans la rue Pasteur se trouve encore un exemple d'habitat à pan de bois, inscrit monument historique. Les édifices anciens ont été modernisés et certains détruits ou endommagés en 1944.
La reconstruction de la ville est rapide après la Seconde Guerre mondiale, notamment sous l'impulsion du maire Fernand Rossignol. Le quartier Saint-Joseph est rénové vers 1990-91. Les premiers lotissements apparaissent en 1955, avec le quartier des « Hauts-de-Saint-Jean », suivi de « La Minière » en 1962. En 1964 est construite la « Zone Nord-Ouest », avec 61 maisons et 284 appartements, puis la « Zone de petites industries » en 1967, avec 11 maisons. Le lotissement « Eventard » est construit en 1971, avec 156 maisons et 117 appartements. Le lotissement du « Bois » en 1977 avec 10 maisons, « Renier » en 1980 avec 90 maisons et 49 locatifs, « Debussy » en 1988 avec 11 maisons, « Flucas » en 1990 avec 2 maisons et 30 locatifs, le lotissement « Renaissance » en 1993-1994 complètent l'urbanisation de la ville.

### Logement
En 2009 on trouvait 3 434 logements sur la commune de Segré, dont 90 % étaient des résidences principales, pour une moyenne sur le département de 91 %, et dont 48 % des ménages en étaient propriétaires.

## Toponymie
La première occurrence du nom du lieu se retrouve en 1070, sous la forme latinisée castellum secretum. On retrouve ensuite le nom en tant que Sigredum et Castellum Segredum en 1080 - 1096 ou Segreium en 1080 - 1096, Castellum Segregium 1097, Castellum Segredi en 1121. La forme Segre apparaît dès 1100.
Albert Dauzat et, à sa suite, d'autres auteurs de toponymie rejettent la forme primitive Secretum qui, même si elle convient bien phonétiquement, ressemble pour eux davantage à une latinisation abusive d'après le latin secretum « isolé, écarté » et Castellum Secretum aurait désigné alors un château isolé, une fortification à l'écart, hypothèse discutée.
Certains auteurs y voient une formation toponymique en -acum, suffixe gaulois puis gallo-romain ayant valeur locative, puis de marqueur de la propriété. Il a généralement abouti à une finale -é dans l'ouest de la France.
Segré remonterait à un primitif *Securacum, sur la base du nom de personne latin Securus (porté par un Gaulois) et serait équivalent à Segry (Indre, de Sigriaco 1267) et Segrie (Sarthe, Segreia 1097 - 1125) ou alors plus simplement l'adjectif securus qui a donné le français sûr, d'où le sens de « lieu sûr ».
Selon Pierre-Louis Augereau qui considère Segregium comme étant la forme primitive, ce qui implique le rejet pur et simple de toutes les formes anciennes antérieures, il faudrait chercher une racine celtique seg, « sécurité, sûreté », voir sego, « force ». Cette théorie serait confirmée par l'existence de la place forte construite au-dessus de la confluence entre la Verzée et l'Oudon. Cependant, elle n'explique pas la nature du second élément -regium > ré. En outre, Xavier Delamarre ne mentionne pas, dans son dictionnaire, l'existence d'une racine gauloise seg ayant ce sens. Quant aux Ségur ou Montségur du sud de la France, selon tous les auteurs, ils correspondent aux Montsûrs du nord de la France. L'élément -segur représente l'occitan segur équivalent de sûr en français, tous deux issus du latin securus.
Note : la récurrence des formes anciennes en -etum / -edum (-*ETU / *-EDU, -etum ayant régulièrement abouti à -edum) > -eium (-ei), régulièrement, ne plaident pas en faveur d'un toponyme en -acum. Albert Dauzat ne disposait pas de toutes ces formes anciennes.

## Histoire

### Préhistoire et Antiquité
Les plus anciennes preuves de présence humaine à Segré ne sont connues que par les vestiges et objets mobiliers découverts sur la commune. On y trouve un menhir, dans le parc de Bourg-Chevreau, le long de la Verzée. On y a retrouvé également cinq haches en pierre polie, une hache-marteau, une hache en bronze à anneaux et deux haches en bronze à douille. Plusieurs statères, dont ceux des Namnètes, ont été retrouvés.

### Moyen Âge
Au Xe siècle, le premier comte d'Anjou Foulques le Roux y fait construire un premier château sur l'éperon schisteux qui domine les deux rivières. Ce n'est alors qu'un donjon en bois élevé sur une butte de terre : une motte féodale que l'on peut voir encore aujourd'hui.
Au XIe siècle, la pierre remplace progressivement le bois. À Segré, un nouveau château, doté d'une enceinte fortifiée, est édifié sous le comte Foulque Nerra. Il est pris en 1066 par les troupes de Conan II de Bretagne qui veux reconstituer l'ancienne domination bretonne à l'est (la Bretagne avait jadis contrôlé le Cotentin, l'Avranchin et les terres à l'ouest de la Mayenne ; le duc Conan s'était emparé de Pouancé (livrée par Hervé de Martigné, qui y avait été placé vers 1060 par Martel, le fils de Nerra) et de Segré, puis avait assiégé Château-Gontier avant de mourir à Craon ou Château-Gontier en décembre 1066). Au XIe siècle, les châtelains puis seigneurs de Segré appartiennent à la Maison de La Jaille-Château-Gontier, remplacée au XIIe siècle par la Maison de La Guerche et Pouancé, dont sont issus en lignée féminine les seigneurs de Segré des familles de Brienne de Beaumont (XIIIe siècle) puis de Vendôme (XIVe siècle). La terre de Segré est ensuite cédée aux familles d'Espinay (XVe – XVIe siècles), Bautru (XVIIe siècle), Walsh de Serrant, enfin d'Andigné (XVIIIe siècle).
En 1490, la ville est une nouvelle fois détruite par des bandes de pillards qui ravagent tout le Haut-Anjou.

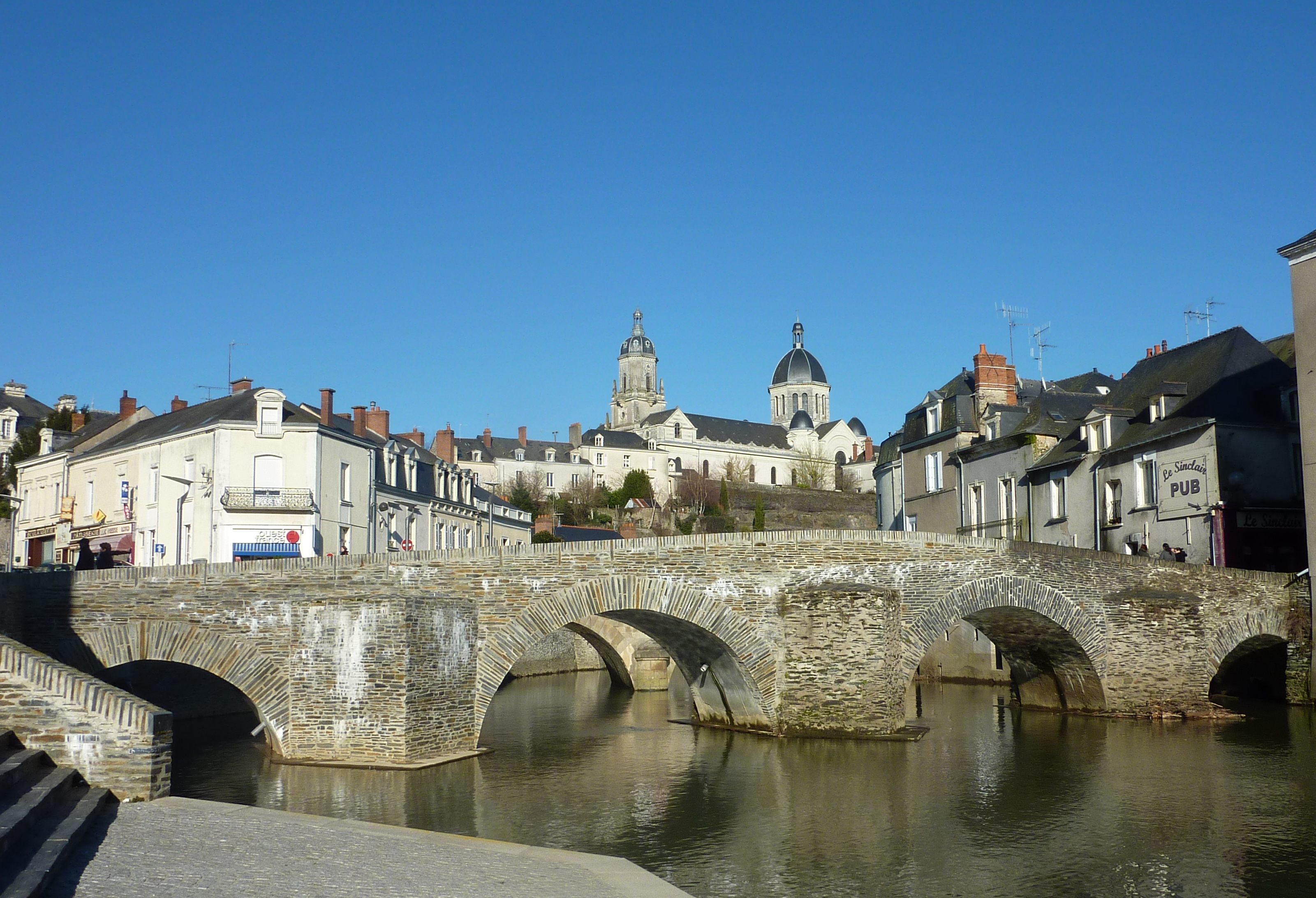
Le Vieux Pont et l'église de la Madeleine en arrière-plan.

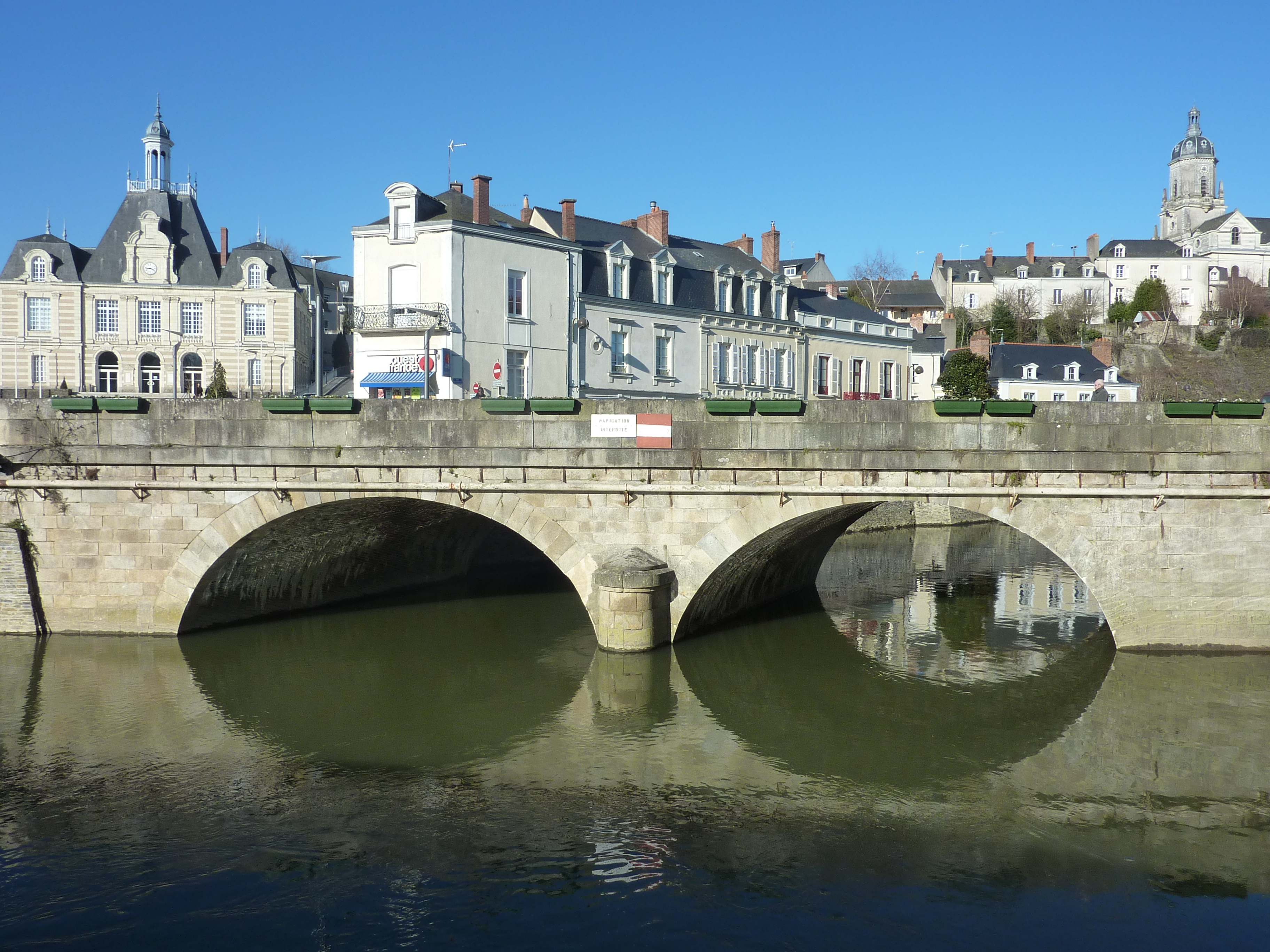
Le pont de la rue Victor-Hugo, et l'hôtel de ville au fond à gauche.

### Ancien Régime
En 1589, le comte de La Rochepot, gouverneur d'Anjou, au nom du roi Henri III, s'empare de Segré qui était jusque-là aux mains des ligueurs. Après avoir pillé la cité, il fait démanteler le château et les murs d'enceinte ainsi que tous les manoirs fortifiés de la contrée.
En 1635 la terre de Segré est érigée en baronnie au profit d'un protégé de Richelieu, Guillaume II de Bautru, seigneur de Louvaines.

### Époque contemporaine

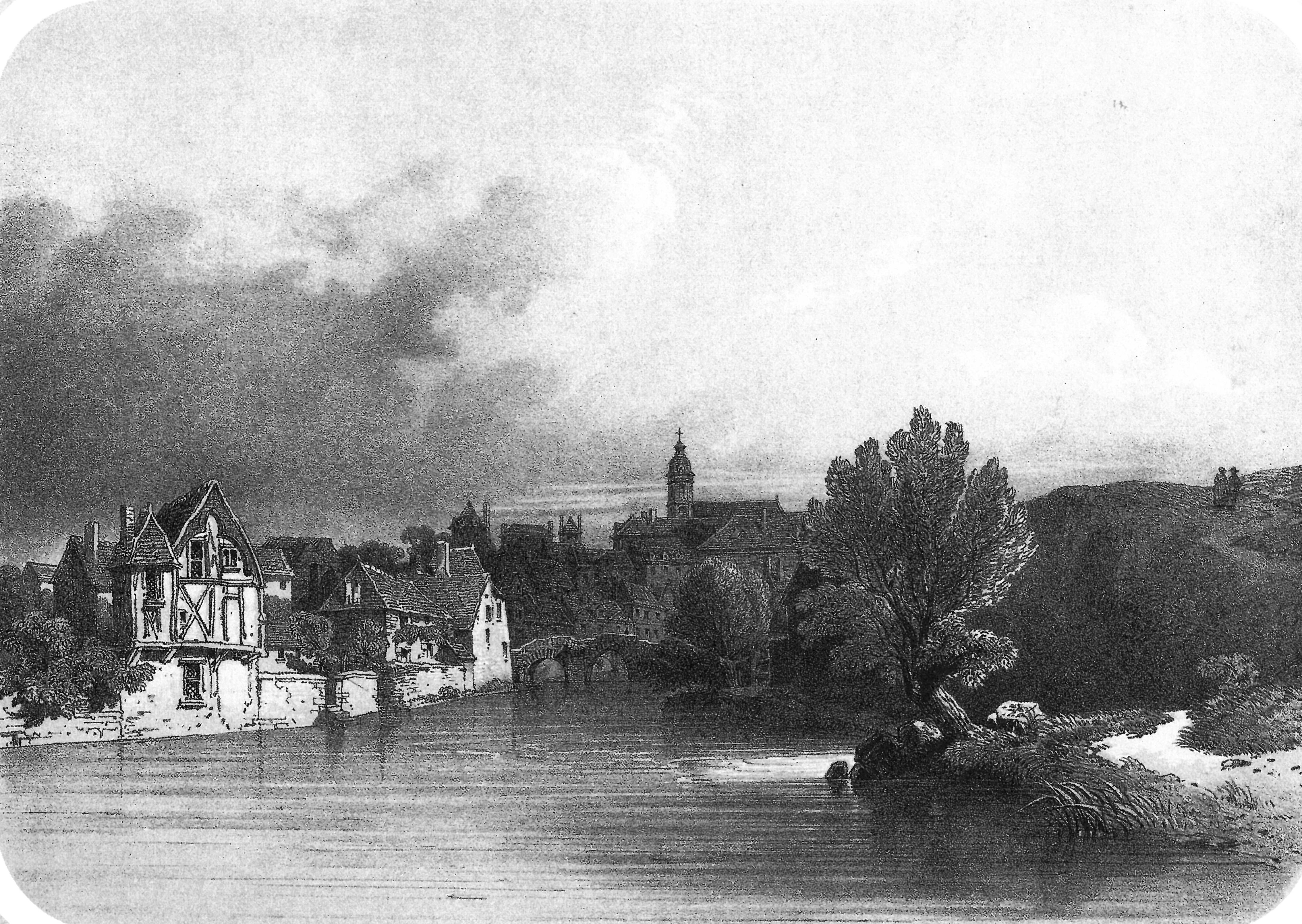
Vue de Segré, dessin de Thomas Drake et lithographie d'Henri Daniaud, 1860.

Le 21 juillet 1795, la ville est prise par les chouans et environ 100 à 150 soldats républicains sont tués.
Au XIXe siècle et début du XXe, Segré connaît un net accroissement démographique puisque le nombre d'habitants passe de 700 en 1841 à 2 894 en 1878, à 3 551 en 1891 et à 4 874 en 1939. Cette augmentation est due, entre autres, au rattachement de la commune de Saint-Aubin-du-Pavoil au développement du réseau ferroviaire (inauguration de la gare en 1884, tête de la ligne de Segré à Nantes-État), à l'expansion industrielle : mine de fer et ardoisières.
Durant la Première guerre Mondiale, la ville perd 216 hommes tués.
Les 5 et 6 août 1944, les Allemands, devant l'avancée américaine, incendient la ville et prennent une soixantaine de personnes en otage. Sans l'intervention du sous-préfet Albert Fouet et de l'archiprêtre, ces derniers étaient condamnés.
La tradition d'extraction d'ardoise et de fer à Segré remonte au moins au Moyen Âge, faisant partie du bassin de Segré-Nyoiseau / Noyant-Combrée, cœur du territoire de l’extraction minière fer et ardoise dans le Haut-Anjou. Le Cher et la Loire à proximité ont considérablement contribué à l'extension de ces activités.
Cette cité industrielle au passé minier a dû faire face à d'importantes mutations. En 30 ans, Segré s'est dotée d'une industrie et de services répondant aux besoins administratifs, économiques, scolaires, sanitaires et sociaux, d'un commerce et d'un équipement sportif et culturel.
Segré est une ville fleurie qui avait obtenu trois fleurs au concours des villes et villages fleuris au palmarès 2006, mais qui en a perdu une en 2011 parce que Segré n'est pas assez dans une démarche de développement durable, selon le concours régional des villes et villages fleuris.
Le 14 janvier 2013, commandée par le maire Gilles Grimaud et le conseil municipal, l'église Saint-Aubin-du-Pavoil est démolie,,,,.
Les communes d'Aviré, du Bourg-d'Iré, de La Chapelle-sur-Oudon, de Châtelais, de La Ferrière-de-Flée, de L'Hôtellerie-de-Flée, de Louvaines, de Marans, de Montguillon, de Noyant-la-Gravoyère, de Nyoiseau, de Sainte-Gemmes-d'Andigné, de Saint-Martin-du-Bois, de Saint-Sauveur-de-Flée et de Segré se regroupent le 15 décembre 2016 pour former la commune nouvelle de Segré-en-Anjou Bleu.

## Politique et administration

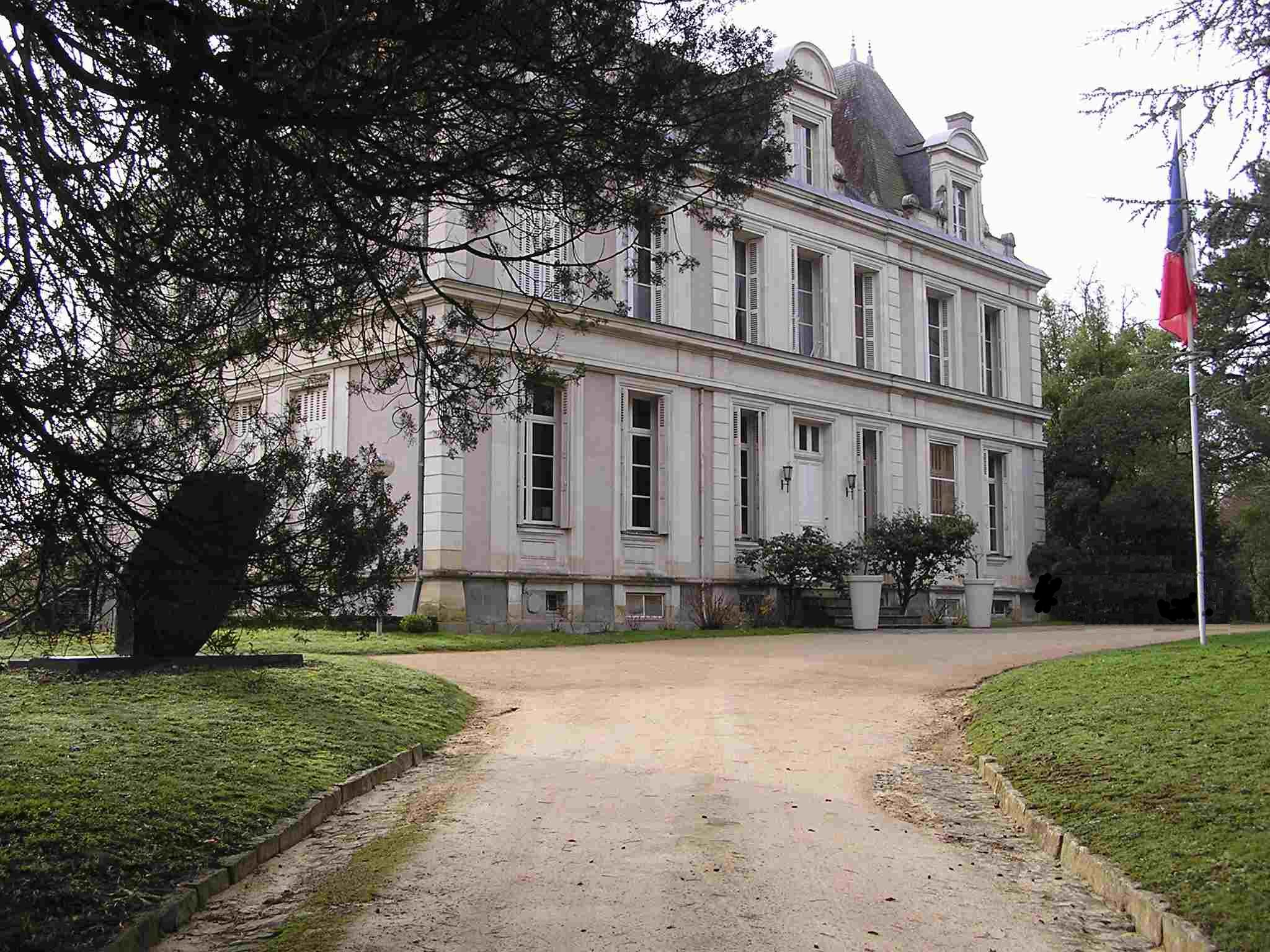
La sous-préfecture de Segré.

### Administration municipale

#### Administration actuelle
Depuis le 15 décembre 2016 Segré constitue une commune déléguée au sein de la commune nouvelle de Segré-en-Anjou Bleu et dispose d'un maire délégué.
| Période                                  | Période  | Identité       | Étiquette | Qualité |
| ---------------------------------------- | -------- | -------------- | --------- | ------- |
| décembre 2016                            | en cours | Bruno Chauvin, |           |         |
| Les données manquantes sont à compléter. |          |                |           |         |

#### Administration ancienne
| Période                                  | Période                | Identité                       | Étiquette    | Qualité |
| ---------------------------------------- | ---------------------- | ------------------------------ | ------------ | --- |
| 1788                                     |                        | Jean-Pierre Duclos             |              | Syndic de la municipalité |
| 1789                                     |                        | Jean-Pierre Dudoit             |              | |
| octobre 1790                             |                        | Bertron                        |              | |
| novembre 1791                            | 5 novembre 1793        | Esprit-Benjamin Barcelin       |              | |
| 13 nivôse an II (2 janvier 1794)         |                        | Charles Quiris                 |              | |
| nivôse an IV                             |                        | Gilles-André Bobot             |              | Officier de santé Maire provisoire nivôse an IV, agent municipal an V                                                                                        |
| 1er messidor an VIII (20 juin 1800)      |                        | Charles Quiris                 |              | |
| 15 juin 1808                             |                        | Jean Duclos                    |              | Nommé président du tribunal en 1816 |
| 23 décembre 1816                         | 1817 (décès)           | Bertron                        |              | |
| 17 décembre 1817                         |                        | Pierre-François Champroux      |              | Notaire |
| 5 avril 1822                             |                        | Claude Aubry                   |              | |
| juin 1828                                |                        | François Berton                |              | |
| juin 1829                                |                        | Jean-B.-René Aubert            |              | Notaire Conseiller d'arrondissement (1833 → 1848) |
| janvier 1835                             | 1837 (démission)       | Julien-Romain Lemercier        |              | |
| janvier 1837                             | 1839 (démission)       | Aimé-François Poupard-Dujaunay |              | Docteur en médecine |
| 18 septembre 1840                        |                        | Nicolas Rousseau               |              | |
| mars 1848                                |                        | Arsène Meignan                 |              | |
| 24 mai 1871                              | 4 mars 1878            | Louis Aventin                  |              | |
| 1878                                     | 1879                   | Arsène Meignan                 |              | |
| 11 décembre 1879                         | 14 décembre 1880       | Adolphe Aubert                 |              | |
| 1880                                     | 1889                   | Émile Rousseau                 |              | |
| 1889                                     | août 1891 (décès)      | J. Melay                       |              | |
| 4 janvier 1892                           | 15 mai 1892            | Gustave Gatine                 |              | |
| 1892                                     | 1900                   | Paul Chevallier                |              | Médecin |
| 1900                                     | 1907                   | Hyacinthe Gatine               |              | |
| 17 février 1907                          | 17 mai 1908            | Gabriel Lebrun                 |              | |
| 1908                                     | 1912                   | Paul Chevallier                |              | Médecin |
| mai 1912                                 | mai 1925               | René Cocard                    |              | Médecin |
| mai 1925                                 | 29 mai 1938            | Paul-Émile Milon               | PRRRS        | Avocat-avoué Démissionnaire pour raisons de santé |
| mai 1938                                 | 21 décembre 1944       | Gustave Richard                |              | Chef de la centrale électrique Décédé en fonction |
| 18 mai 1945                              | mai 1953               | Fernand Rossignol              |              | Négociant en vins d'Anjou |
| mai 1953                                 | mars 1959              | Louis Ménard                   |              | |
| mars 1959                                | 10 juin 1965           | Léon Mauduit                   | CNI          | Avocat Président de l'Association des maires de Maine-et-Loire Décédé en fonction                                                                            |
| 5 août 1965                              | mars 1971              | Léon Foucault                  | Centriste    | Quincaillier Premier adjoint au maire (1953 → 1965) |
| mars 1971                                | 4 juillet 1976 (décès) | Georges Gironde                |              | Conseiller régional |
| 28 septembre 1976                        | février 2000           | Antoine Glémain                | UDF-CDS      | Professeur de mathématiques Adjoint au maire (1971 → 1976) Démissionnaire pour raisons de santé                                                              |
| février 2000                             | décembre 2016          | Gilles Grimaud,                | UDF puis DVD | Kinésithérapeute Conseiller départemental de Segré (2004 → 2015) Vice-président du conseil départemental Président de la CC du canton de Segré (2001 → 2016) |
| Les données manquantes sont à compléter. |                        |                                |              | |

### Ancienne situation administrative
La commune était membre de la communauté de communes du canton de Segré, elle-même membre du syndicat mixte Pays de l'Anjou bleu, Pays segréen, jusqu'à son intégration au sein de Segré-en-Anjou Bleu.

### Jumelages
La ville de Segré est jumelée avec :
- Lauingen (Donau) (Allemagne) depuis 1988 ;
- Ferndown (Royaume-Uni) depuis 1994.

## Population et société

### Évolution démographique
L'évolution du nombre d'habitants est connue à travers les recensements de la population effectués dans la commune depuis 1793. À partir du 1er janvier 2009, les populations légales des communes sont publiées annuellement dans le cadre d'un recensement qui repose désormais sur une collecte d'information annuelle, concernant successivement tous les territoires communaux au cours d'une période de cinq ans. 
Pour les communes de moins de 10 000 habitants, une enquête de recensement portant sur toute la population est réalisée tous les cinq ans, les populations légales des années intermédiaires étant quant à elles estimées par interpolation ou extrapolation. Pour la commune, le premier recensement exhaustif entrant dans le cadre du nouveau dispositif a été réalisé en 2006,.
En 2014, la commune comptait 6 893 habitants, en évolution de +3,17 % par rapport à 2009 (Maine-et-Loire : +3,3 %, France hors Mayotte : +2,49 %).
| 1793 | 1800 | 1806 | 1821 | 1831  | 1836  | 1841  | 1846  | 1851  |
| ---- | ---- | ---- | ---- | ----- | ----- | ----- | ----- | ----- |
| 689  | 558  | 717  | 909  | 1 347 | 2 130 | 2 211 | 2 460 | 2 653 |

| 1856  | 1861  | 1866  | 1872  | 1876  | 1881  | 1886  | 1891  | 1896  |
| ----- | ----- | ----- | ----- | ----- | ----- | ----- | ----- | ----- |
| 2 592 | 2 221 | 2 861 | 2 935 | 2 894 | 3 160 | 3 414 | 3 551 | 3 719 |

| 1901  | 1906  | 1911  | 1921  | 1926  | 1931  | 1936  | 1946  | 1954  |
| ----- | ----- | ----- | ----- | ----- | ----- | ----- | ----- | ----- |
| 3 983 | 4 018 | 4 134 | 4 485 | 4 806 | 5 115 | 4 874 | 5 259 | 5 179 |

| 1962  | 1968  | 1975  | 1982  | 1990  | 1999  | 2006  | 2011  | 2014  |
| ----- | ----- | ----- | ----- | ----- | ----- | ----- | ----- | ----- |
| 5 203 | 5 959 | 6 702 | 6 777 | 6 434 | 6 410 | 6 671 | 6 921 | 6 893 |

### Pyramide des âges (2008)
La population de la commune est relativement âgée. Le taux de personnes d'un âge supérieur à 60 ans (25,1 %) est en effet supérieur au taux national (21,8 %) et au taux départemental (21,4 %).
À l'instar des répartitions nationale et départementale, la population féminine de la commune est supérieure à la population masculine. Le taux (52,3 %) est du même ordre de grandeur que le taux national (51,9 %).
La répartition de la population de la commune par tranches d'âge est, en 2008, la suivante :
- 47,7 % d’hommes (0 à 14 ans = 18,2 %, 15 à 29 ans = 21,1 %, 30 à 44 ans = 19,7 %, 45 à 59 ans = 19,4 %, plus de 60 ans = 21,5 %) ;
- 52,3 % de femmes (0 à 14 ans = 15,4 %, 15 à 29 ans = 20 %, 30 à 44 ans = 18,6 %, 45 à 59 ans = 17,6 %, plus de 60 ans = 28,4 %).

| Hommes | Classe d’âge | Femmes |
| ------ | ------------ | ------ |
| 0,9    | 90 ans ou +  | 2,0    |
| 7,4    | 75 à 89 ans  | 11,3   |
| 13,2   | 60 à 74 ans  | 15,1   |
| 19,4   | 45 à 59 ans  | 17,6   |
| 19,7   | 30 à 44 ans  | 18,6   |
| 21,1   | 15 à 29 ans  | 20,0   |
| 18,2   | 0 à 14 ans   | 15,4   |

| Hommes | Classe d’âge | Femmes |
| ------ | ------------ | ------ |
| 0,4    | 90 ans ou +  | 1,1    |
| 6,3    | 75 à 89 ans  | 9,5    |
| 12,1   | 60 à 74 ans  | 13,1   |
| 20,0   | 45 à 59 ans  | 19,4   |
| 20,3   | 30 à 44 ans  | 19,3   |
| 20,2   | 15 à 29 ans  | 18,9   |
| 20,7   | 0 à 14 ans   | 18,7   |

### Enseignement
La ville dispose de 4 écoles primaires, 2 collèges (le collège public Georges-Gironde et le collège privé Saint-Joseph), 2 lycées (le lycée public Blaise-Pascal et le lycée privé Bourg-Chevreau) et une maison familiale rurale.
Une école de musique (située au groupe Milon) propose une formation musicale (initiation, solfège) et instrumentale (voix, cordes, vents et percussions, instruments polyphoniques) mais aussi une pratique collective (chant choral, musique de chambre, orchestres, big band, ateliers, ensembles vocaux). Elle fait partie de l'école de musique du Pays Segréen.
Elle dispose également d'un centre de formation pour adultes du ministère de l'agriculture et de la pêche sur les métiers de l'agriculture élevage, l'industrie agroalimentaire et les nouvelles technologies (CFPPA de Segré). On y trouve aussi une médiathèque située à l'espace Saint-Exupéry depuis 1999, un centre culturel, un parc exposition, un cinéma, un skate-park et une piscine.

### Sports
L'Entente sportive Segré Haut-Anjou est une association qui a pour objectif de favoriser la pratique de l’Éducation Physique et des Sports et rassemble 24 disciplines : Athlétisme, Badminton, Billard, Basket, Cyclisme, Cyclotourisme, Football, Football de table, Golf, Gymnastique, Gym club, Handball, Hockey sur Gazon, Judo, Karaté, Modélisme roulant, Moto, Natation, Pétanque, Plongée, Rugby, Sport adapté, Tennis, Tennis de table, Triathlon.

### Manifestations et festivités
- Le Saveurs Jazz festival est une manifestation annuelle de jazz se déroulant à Segré, dont la première édition a eu lieu en août 2010[35]. En 2014, le festival réunit plus de 9 000 spectateurs[36]. En 2015, le pianiste John Taylor y fait un malaise et décède par la suite[37].
- Les Foliklores, festival des cultures du monde, se déroule dans différentes communes du Pays segréen. Il accueille tous les deux ans, au mois de juillet, des groupes folkloriques venus des quatre coins de la planète[38]. 2014 en a été la douzième édition[39].
- Rendez-vous conte ! est un festival annuel se déroulant sur le territoire de l'Anjou bleu, et dont 2015 en a été la quatrième édition[40],[41].

## Économie

### Revenus de la population et fiscalité
Le revenu fiscal médian par ménage était en 2010 de 16 888 €, pour une moyenne sur le département de 17 632 €.
En 2009, 47 % des foyers fiscaux étaient imposables, pour 51 % sur le département.

### Tissu économique
Sur 523 établissements présents sur la commune à fin 2010, 4 % relevaient du secteur de l'agriculture (pour une moyenne de 17 % sur le département), 9 % du secteur de l'industrie, 7 % du secteur de la construction, 57 % de celui du commerce et des services et 24 % du secteur de l'administration et de la santé.
Entreprises :
- La Toque Angevine, groupe LDC, traiteur spécialisé dans les pizzas et sandwichs frais. Environ 600 employés sur le site segréen.
- Cassegrain, spécialiste de la maroquinerie de luxe dont la marque de distribution est Longchamp (en 2016, Longchamp y érige sa plateforme logistique internationale). Environ 450 employés sur le site segréen.
- Paulstra, filiale du Groupe TOTAL, manufacturier automobile en joints d'étanchéité. Environ 850 employés sur le site segréen.
- De nombreuses entreprises de 3 à 100 personnes sont également installées sur la ZI d'Etriché où près de 3 000 personnes travaillent quotidiennement.

La ville possède une antenne de la chambre de commerce et d'industrie de Maine-et-Loire.

## Culture locale et patrimoine

### Lieux et monuments

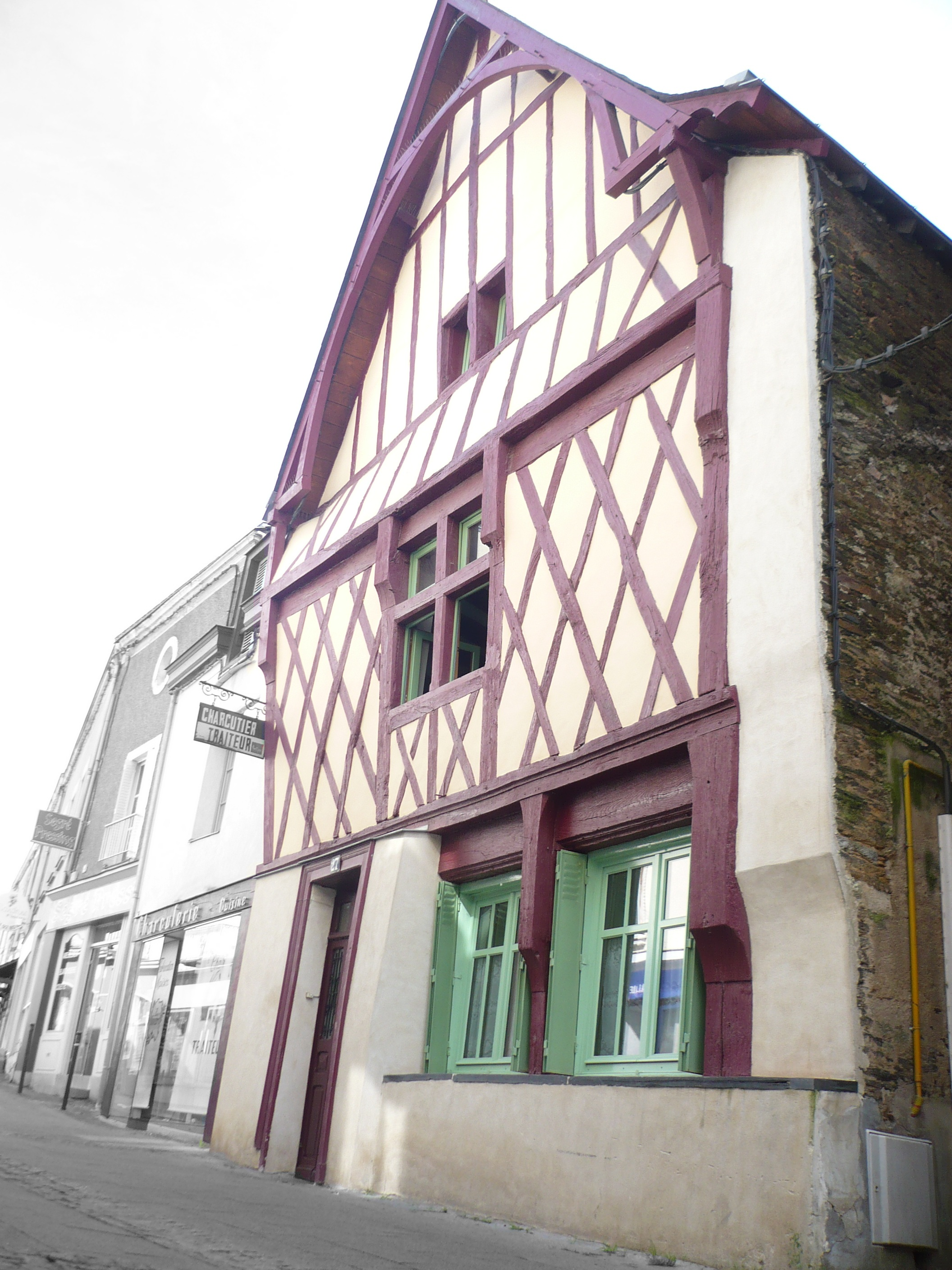
Maison à colombages dans la vieille-ville.

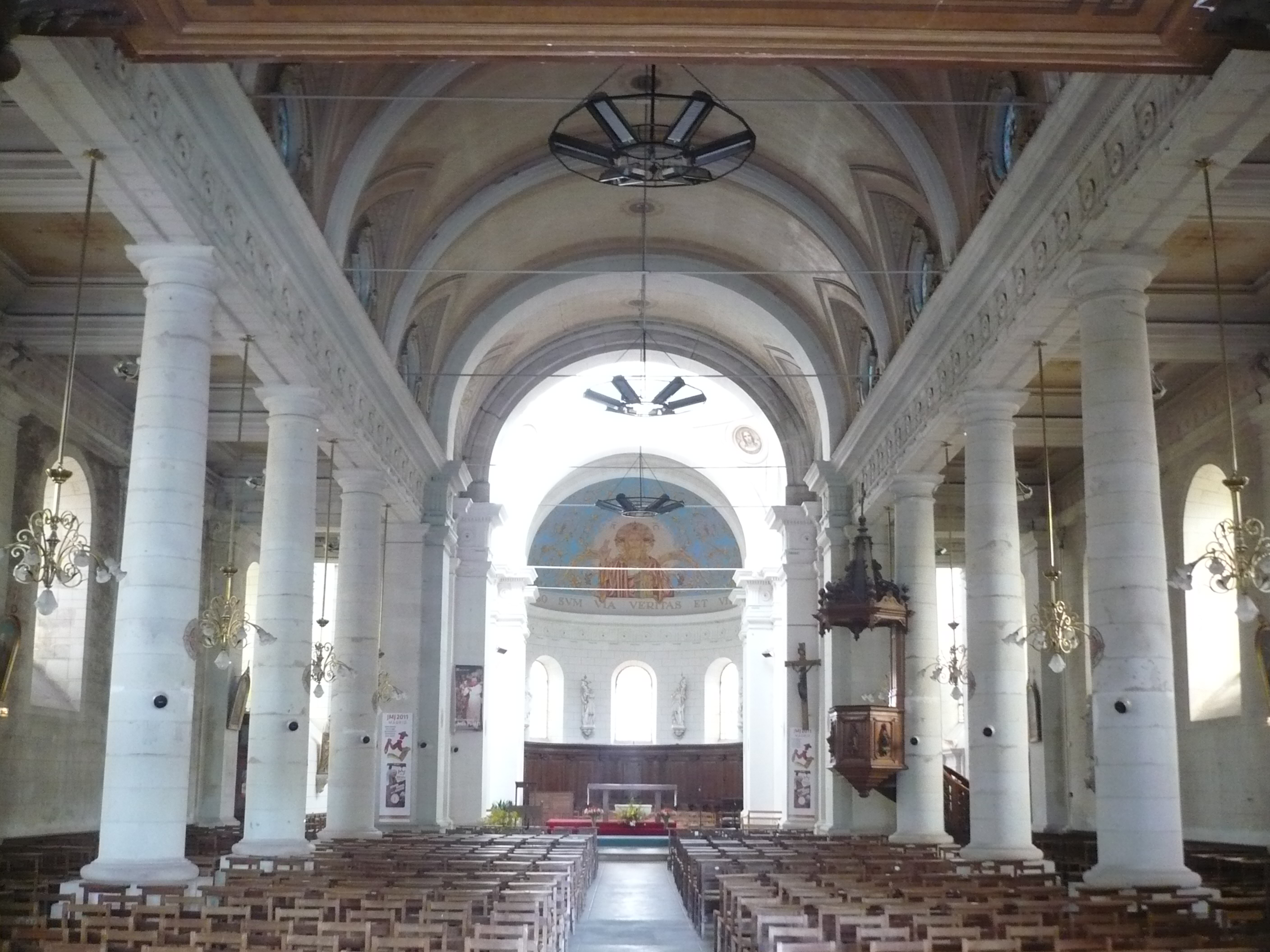
Intérieur de l'église Sainte-Madeleine.

- Château de la Lorie, dans lequel Jean-Claude Brialy tourna Les Malheurs de Sophie d'après la Comtesse de Ségur en 1979 et Il ne faut jurer de rien d'après Alfred de Musset en 1995. Le téléfilm Vipère au poing avec Alice Sapritch y fut également tourné en 1971.
- Église Sainte-Madeleine de Segré.
- Église Saint-Aubin-du-Pavoil : construite sur la commune de Segré vers 1833, cette paroisse était partagée entre Segré et Nyoiseau. Le 14 janvier 2013, l'église Saint-Aubin-du-Pavoil est démolie sur demande du conseil municipal[18],[19],[20],[21],[22].
- Sculpture de Pierre Tual, collège Georges Gironde.

### Personnalités liées à la commune
- Charles-Pierre Barbier de Préville (1781 - 1859), sous-préfet à Segré avant de devenir Maire de Blois.
- Colette Yver, (1874-1953), écrivaine catholique française y est née.
- Louis Guilleux La Roërie (1886-1959), officier de marine, y est né.
- Jean Delmas (1912-1979), enseignant et journaliste, fondateur de la revue Jeune Cinéma, y est né.
- Una McCann Wilkinson (1913-2013), artiste peintre américaine, s'y est installée à la fin des années 1980 et y meurt.
- Albert Fouet (1915-2017), homme politique français, sous-préfet de Segré, ayant contribué à sauver 60 otages en août 1944.
- Adrien Tigeot (1923-1943), résistant, fut élève au collège de Segré.
- Jean Monnier (1930-2018), homme politique français, y est né.
- Patrick Gaumer (1957-), écrivain et journaliste, spécialiste de la bande dessinée.
- Pascal Grosbois (1963-), footballeur puis entraîneur, y est né.
- Fabrice Amedeo (1978-), journaliste et skipper français, a vécu à Segré jusqu'à ses 18 ans. Il a fini 11e du Vendée Globe 2016/2017 en 103 jours.
- Léo Dubois (1994-), footballeur international français y est né.

### Héraldique
| Blason de Segré | Blason  | Ecartelé, au premier et au quatrième d'argent à la bande d'azur, au deuxième et au troisième du même au pal aussi d'argent. |
| Blason de Segré | Détails | |